# Бруссард (Луїзіана)
Бруссард (англ. Broussard) — місто (англ. city) в США, в окрузі Лафаєтт штату Луїзіана. Населення — 13 417 осіб (2020).

## Географія
Бруссард розташований за координатами 30°8′15″ пн. ш. 91°57′21″ зх. д. / 30.13750° пн. ш. 91.95583° зх. д. (30.137444, -91.955830).  За даними Бюро перепису населення США в 2010 році місто мало площу 42,57 км², з яких 42,47 км² — суходіл та 0,10 км² — водойми. В 2017 році площа становила 45,26 км², з яких 45,16 км² — суходіл та 0,10 км² — водойми.

## Демографія
Згідно з переписом 2010 року, у місті мешкало 8197 осіб у 3153 домогосподарствах у складі 2211 родини. Густота населення становила 193 особи/км².  Було 3351 помешкання (79/км²).
Расовий склад населення:
| - 80,0 % — білих - 15,9 % — чорних або афроамериканців - 1,3 % — азіатів - 0,3 % — корінних американців - 0,1 % — вихідців з тихоокеанських островів - 1,1 % — осіб інших рас |

До двох чи більше рас належало 1,4 %. Частка іспаномовних становила 2,7 % від усіх жителів.
За віковим діапазоном населення розподілялося таким чином: 26,1 % — особи молодші 18 років, 64,7 % — особи у віці 18—64 років, 9,2 % — особи у віці 65 років та старші. Медіана віку мешканця становила 34,1 року. На 100 осіб жіночої статі у місті припадало 95,5 чоловіків;  на 100 жінок у віці від 18 років та старших — 93,3 чоловіків також старших 18 років.
Середній дохід на одне домашнє господарство  становив 85 090 доларів США (медіана — 66 124), а середній дохід на одну сім'ю — 97 321 долар (медіана — 80 750). Медіана доходів становила 61 579 доларів для чоловіків та 39 226 доларів для жінок. За межею бідності перебувало 13,6 % осіб, у тому числі 16,0 % дітей у віці до 18 років та 18,2 % осіб у віці 65 років та старших.
Цивільне працевлаштоване населення становило 4948 осіб. Основні галузі зайнятості: освіта, охорона здоров'я та соціальна допомога — 19,9 %, роздрібна торгівля — 13,1 %, виробництво — 13,0 %.